# 人生は小説よりも奇なり
『人生は小説よりも奇なり』（じんせいはしょうせつよりもきなり、Love Is Strange）は2014年のアメリカ合衆国のドラマ映画。
監督はアイラ・サックス、出演はジョン・リスゴーとアルフレッド・モリーナ、マリサ・トメイなど。
ニューヨークを舞台に同性婚の合法化を受けてようやく結婚したゲイの熟年カップルが辿る運命の変転を描く。
第30回インディペンデント・スピリット賞や第24回ゴッサム・インディペンデント映画賞、第19回サテライト賞など様々な映画賞にノミネートされた。

## ストーリー
ニューヨーク・マンハッタンで、39年間連れ添った熟年ゲイ・カップル、ベンとジョージは、同性婚が合法化されたことを受け、周囲の祝福の中で結婚する。しかし、ジョージが同性婚を理由にカトリックの学校の音楽教師としての職を失ったことから、2人は長年住み慣れたアパートから立ち退かざるを得なくなる。ベンは甥エリオットの家に、ジョージは元隣人のゲイ・カップル、テッドとロベルトの部屋にそれぞれ居候することになる。新婚でありながら離れて暮らすことになった2人は、それぞれの居候先で居場所のなさを感じる。

## キャスト
- ベン・ハル: ジョン・リスゴー - 画家。
- ジョージ・ガレア: アルフレッド・モリーナ - 音楽教師。
- ケイト・ハル: マリサ・トメイ - ベンの甥の妻。小説家。
- エリオット・ハル: ダーレン・バロウズ（英語版） - ベンの甥。ケイトの夫。
- ジョーイ・ハル: チャーリー・ターハン - エリオットとケイトの息子。
- テッド: シャイアン・ジャクソン - ベンとジョージの隣人。警官。
- ロベルト: マニー・ペレス - テッドの同性パートナー。警官。
- イアン: クリスチャン・コールソン（英語版）
- レイモンド神父: ジョン・カラム

## 作品の評価

### 映画批評家によるレビュー
Rotten Tomatoesによれば、批評家の一致した見解は「ジョン・リスゴーとアルフレッド・モリーナの卓越した演技によって高みに登った『人生は小説よりも奇なり』は、逆境に直面した際の献身の美しさを優雅に賛美している。」であり、176件の評論のうち高評価は93%にあたる164件で、平均点は10点満点中7.70点となっている。
Metacriticによれば、42件の評論のうち、高評価は38件、賛否混在は4件、低評価はなく、平均点は100点満点中82点となっている。

### 受賞歴
| 賞                                     | 部門             | 対象                                      | 結果       |
| -------------------------------------- | ---------------- | ----------------------------------------- | ---------- |
| インディペンデント・スピリット賞       | 作品賞           |                                           | ノミネート |
| インディペンデント・スピリット賞       | 脚本賞           | アイラ・サックス マウリシオ・ザカリーアス | ノミネート |
| インディペンデント・スピリット賞       | 主演男優賞       | ジョン・リスゴー                          | ノミネート |
| インディペンデント・スピリット賞       | 助演男優賞       | アルフレッド・モリーナ                    | ノミネート |
| ゴッサム・インディペンデント映画賞     | 作品賞           |                                           | ノミネート |
| ダラス・フォートワース映画批評家協会賞 | 助演男優賞       | アルフレッド・モリーナ                    | ノミネート |
| サテライト賞                           | 作品賞           |                                           | ノミネート |
| サテライト賞                           | オリジナル脚本賞 | アイラ・サックス マウリシオ・ザカリーアス | ノミネート |
| 女性映画批評家協会賞                   | 男性像賞         |                                           | 受賞       |